# 玉井詩織
玉井詩織（日语：玉井 詩織，1995年6月4日—），日本藝人、女子團體桃色幸運草Z成員，神奈川縣出身（出生於鹿兒島縣種子島），隸屬於星塵傳播「STARDUST PLANET」。

## 經歷
2005年
- 被現在的事務所物色，進入藝能界。

2008年
- 5月17日，「桃色幸運草」結成。
- 7月23日在，「３年B組School girl BLOG」建立個人博客。

2009年
- 4月22日，個人博客移動到桃色幸運草官方博客。
- 9月19 - 23日，在秋葉原UDX劇場舉行活動中，在「秋葉桃草對抗大運動測定大會」獲得最後一名，與第4名的佐佐木、第5名的有安組成。

2010年
- 6月18日，開始改用GREE作為個人博客。

2011年
- 1月31日，改用Ameba作為個人博客。
- 4月10日，成員早見朱莉退出，同日「桃色幸運草」改名為「桃色幸運草Z」。
- 7月27日桃色幸運草發行首張專輯前的宣傳時表示，如果沒有登上第一名就把頭髮剪短。
- 8月17日，實現承諾把頭髮剪短。

2012年
- 2月11日，參加「一口蕎麥麵全日本大會」，記錄62碗（限間5分鐘），同組8名女參賽者排名第7。
- 10月19日，在「PON！」節目中發表擔任日本電視台連續劇「惡夢小姐」中角色「夢獸」的配音。

## 個人資料
- 家中有一個哥哥，飼養一隻名叫「伊呂波」(イロハ)的玩具型貴賓犬。
- 名字由來是南方之星歌曲中的，日語讀音並寫成漢字為「詩織」，暱稱是。
- 出道時至2014年的自我介紹用語是「愛哭，愛撒嬌，貪吃，大家的妹妹（泣き蟲、甘えん坊、食いしん坊、みんなの妹）」
- 2015年以20歲為契機將介紹詞改為「桃草的年輕大將」（ももクロの若大将）。並得到元祖若大將加山雄三的正式承認，於2016年巨蛋巡迴的最後一場舉行了襲名儀式。加山雄三於演唱會中作為嘉賓登場，贈予了其愛用之Mosriteguitar的特製黃色版本，宣告正式繼承了若大將的名號。
- 優柔寡斷，不愛單獨行動，也因為如此，當需要外宿時，便會跑去跟隊長百田夏菜子一起睡，也因為合宿時不敢一個人去洗澡，所以拉著剛認識的佐佐木彩夏一起去洗澡。
- 頭腦靈活敏銳，各式各樣的工作企畫都能順利配合進行。被稱為桃色幸運草Z的「超級工具人」。2015年後經常作為活動的主持人或助理主持人活躍著。
- 與隊長百田夏菜子感情極好，組成稱作「百田玉井」（ももたまい）的兩人組合。並於2016年舉行以兩人之婚禮為主題的演唱會。
- 是唯一一個跟桃色幸運草所有成員都吵過架的人，同時也是去過最多成員家外宿的人（只有沒去佐佐木家住過）。
- 常談論與吃有關的話題，2012年在挑戰一口蕎麥麵大賽，目標是吃下100碗，但最後僅吃完62碗，但在2011年曾有吃完93碗蕎麥麵的紀錄。
- 活動中會對台下觀眾講煽動的台詞，有時在綜藝節目上會出現甩耳光（據說是仿摔跤選手-「安東尼奧·豬木」，也是来自川上經紀人的興趣——職業摔角），用屁股撞人、踢擊等橋段。
- 在2011年7月27日桃色幸運草發行首張專輯「戰鬥與浪漫」前的宣傳時表示，如果專輯沒有登上第一名就把頭髮剪短（真正的原因是想換髮型，但是經紀人不同意，所以就利用宣傳的機會對粉絲發表承諾），之後該專輯得第二名，而短髮的詩織也在2011年8月20日舉行的極樂門演唱會中初次亮相（於8月17日剪髮），這也是詩織打從出道以來不曾有過的短髮造型。
- 喜歡她的藝人有山里亮太（搞笑團體「南海甜心」成員」）、大本彩乃（Perfume成員）、渡邊麻友（AKB48前成員）、小柳有沙（NMB48成員）、（寫真偶像）、浦繪里香（中野腐女sisters）、賀來賢人、大原櫻子、弘中綾香（朝日電視台播報員）。此外玉井也是渡邊麻友的粉絲，出道當時的雙馬尾造型便是模仿渡邊而來，個人曲所用服裝也是渡邊麻友個人曲「軟體戀愛海蜇女孩」（軟体恋愛クラゲっ娘）打歌服的黃色版本。
- 社群網站更新速度相當緩慢。因官方Ameba部落格更新太少，在2017年的炎之七番勝負活動中與好友芳根京子約定連續一個月每天更新並達成。雖然是成員中第一個擁有Instagram帳號的，但更新頻率依然是最慢。本人於2018年的團體節目ももクロChan中鬆口承認「總之覺得更新很麻煩」，但承諾將來會以Instagram為主努力更新‧

## 演出作品

### 歌曲
玉井詩織名義
- …愛ですか? (2011年，收錄於戰鬥與浪漫專輯。)
- 涙目のアリス (2012年，收錄於限定販售的『ももクロ★オールスターズ2012』。)

ももたまい名義(與百田夏菜子組成之團體內組合)
- シングルベッドはせまいのです (2012年，收錄於限定販售的『ももクロ★オールスターズ2012』。)
- Ring the Bell（2016年、配信限定）
- 夜更けのアモーレ（2016年、配信限定）
- 恋のフーガ（2016年，翻唱歌曲，收錄於『ザ・ピーナッツ トリビュート・ソングス』）

### 音樂劇
- 綠野仙蹤「SAMURAI ROCK ORCHESTRA」 - 飾 桃樂絲（之後由3B junior的愛来（日语：愛来）與搖滾日系風（日语：ロッカジャポニカ）的高井千帆（日语：高井千帆）輪流代演）

### 連續劇
- 惡夢小姐（2012年10月13日，日本電視台）- 聲演「夢獸」
- 惡夢小姐SP（2014年5月2日，日本電視台） - 聲演「夢獸」＆本名演出
- ストレンジャー〜バケモノが事件を暴く〜（2016年3月27日，朝日電視台）飾 西崎汐里
- 女子的生活（2018年1月5日 - 1月26日，NHK綜合台）飾 かおり
- 漫画みたいにいかない。（2018年2月1日，日本電視台；2017年Hulu） 飾 アンモモ（第3集）
- 負責接送的澀谷哥哥（2024年5月14日 - ，關西電視台・富士電視台）飾 水澤千夏（第7集 - ）
- 好想把那個人渣狠揍一頓（2024年10月8日 - 12月10日，TBS）飾 新田撫

### 電影
- Anniversary アニバーサリー（2016年10月22日公開，多段式電影，為「Happy Birthday」段落主演）

### 其他
- Sports LIFE HERO'S PLUS『世界空手道超級聯賽2016奧地利站』（2016年11月6日深夜、富士電視台） - 特派員
- 鈴木汽車『玉井詩織のワクワクドライブ （页面存档备份，存于）』為代言鈴木Hustler而進行記錄玉井詩織考取駕照過程的網路影片企畫。
- 神奈川県警察逗子警察署一日署長（2017年4月13日）
- 東京・千住警察署一日署長（2017年10月14日）

## 外部連結
- http://www.stardust.co.jp/section3/profile/tamaishiori.html （页面存档备份，存于）
- http://ameblo.jp/tamai-sd/ （页面存档备份，存于）（2011年1月31日－）
- 玉井詩織 ももいろクローバーZ的Instagram帳戶
- http://gree.jp/tamai_siori/ （页面存档备份，存于）（－2011年1月31日）
- （2010年6月30日－）